# SNCB 23 sorozat
Az SNCB 23 sorozat  egy belga 3000 V egyenfeszültségű, Bo'Bo' tengelyelrendezésű villamosmozdony-sorozat. Az SNCB üzemelteti.  Összesen 83 db készült belőle 1955 és 1957 között.